# Wer sich selbst erhöhet, der soll erniedriget werden
Wer sich selbst erhöhet, der soll erniedriget werden (BWV 47) ist eine Kirchen-Kantate von Johann Sebastian Bach. Er komponierte sie 1726 in Leipzig für den 17. Sonntag nach Trinitatis und führte sie am 13. Oktober 1726 erstmals auf.

## Geschichte und Worte
Bach komponierte die Kantate 1726 in seinem vierten Amtsjahr in Leipzig für den 17. Sonntag nach Trinitatis. Sie wird seinem 3. Kantatenzyklus zugerechnet. Die vorgeschriebenen Lesungen für den Sonntag waren Eph 4,1–6 , die Ermahnung zur Einigkeit im Geiste, und Lk 14,1–11 , die Heilung eines Wassersüchtigen am Sabbat.
Der Text stammt von Johann Friedrich Helbig (1680–1722), der ab 1718 Hofdichter in Sachsen-Eisenach war. Der Text entstand als Teil eines vollständigen Jahrgangszyklus von Kantantentexten, den Helbig für Georg Philipp Telemann verfasste, und von diesem als „sicilianischer“ Jahrgang für die Aufführung in Eisenach 1719/20 vertont wurde. Die Textsammlung erschien 1720 auch unter dem Titel Aufmunterung zur Andacht im Druck. Ob Bach den Text durch Telemanns Kantate (TWV 1:1603) kennenlernte oder nur den Text allein, ist nicht definitiv zu klären. Allerdings kannte Bach die Werke seines Komponistenkollegen Telemann – den er sehr schätzte und auch als Taufpate seines Sohnes Carl Philipp Emanuel Bach wählte – sehr genau, und brachte auch mehrfach Kantaten von ihm in Leipzig zur Aufführung. Jedenfalls handelt es sich um den einzigen Kantatentext des Dichters, den Bach vertonte.
Der Ausgangspunkt des Textes ist die letzte Zeile des Evangeliums (Satz 1), im Weiteren wird in starken Worten vor Hochmut gewarnt, die letzte Arie ist ein Gebet um Demut. Der Schlusschoral ist die elfte und letzte Strophe von Warum betrübst du dich, mein Herz (Nürnberg, 1561), den Bach 1723 in der Kantate Warum betrübst du dich, mein Herz verarbeitet hatte.

## Besetzung und Aufbau
Die Kantate ist besetzt mit zwei Vokalsolisten (Sopran und Bass), vierstimmigem Chor, zwei Oboen, zwei Violinen, Viola, obligater Orgel und Basso continuo.
1. Coro: Wer sich selbst erhöhet, der soll erniedriget werden
2. Arie (Sopran): Wer ein wahrer Christ will heißen
3. Recitativo (Bass): Der Mensch ist Kot, Stank, Asch und Erde
4. Aria (Bass): Jesu, beuge doch mein Herze
5. Chorale: Der zeitlichen Ehrn will ich gern entbehrn

## Musik
Der Eingangschor ist der Schwerpunkt des Werks. Das lange Ritornell ist etwas ähnlich wie Bachs Orgel-Präludiums in c-Moll (BWV 546), transponiert nach g-Moll. Die Oboen spielen ein in Sequenzen ansteigendes Motiv, das später in den Singstimmen ein Fugenthema wird, um die Selbsterhöhung darzustellen. Ein Kontrasubjekt in Gegenrichtung illustriert die Erniedrigung. Die Fuge wird durch einen bekräftigenden homophonen Nachsatz abgeschlossen. Die Abfolge von Fuge und Nachsatz wiederholt sich ein weiteres Mal, dann wird das Ritornell wiederholt mit einem Choreinbau, der den gesamten Text bekräftigend bringt.
Die Sopran-Arie wurde ursprünglich von einer obligaten Orgel begleitet, wie drei Wochen später die Arie Ich geh und suche mit Verlangen. In einer späteren Aufführung wählte Bach stattdessen die Violine. Die Da-capo-Arie beschreibt Demut im ersten Abschnitt, Hochmut im Mittelteil durch widerborstige Rhythmik (Alfred Dürr), während das Continuo Themen aus dem ersten Abschnitt beibehält. Das einzige Rezitativ ist der zentrale Satz der Kantate und wird von Streichern begleitet. Die zweite Arie ist dreiteilig, doch ohne gesungenes Da capo. Oboe und Violine sind gleichwertige Partner zur Bass-Stimme in einem Gebet um Demut. Der Schlusschoral ist in auffälliger Schlichtheit vierstimmig gesetzt.

## Einspielungen
LP / CD
- J. S. Bach: Cantata BWV 10, BWV 47; Sanctus BWV 241. Paul Steinitz, London Bach Society, English Chamber Orchestra, Sally Le Sage, Neil Howlett. Oryx, 1965.
- J. S. Bach: Cantata No. 47; W. A. Mozart: Missa Brevis. Rudolf Barshai, Yurlov Choir, Moscow Chamber Orchestra, Galina Pisarenko, Alexander Vedernikov. Melodiya, 1966.
- J. S. Bach: Das Kantatenwerk – Sacred Cantatas, Vol. 3. Nikolaus Harnoncourt, Wiener Sängerknaben,  Concentus Musicus Wien, Solist der Wiener Sängerknaben, Ruud van der Meer. Teldec, 1974.
- Die Bach Kantate, Vol. 53. Helmuth Rilling, Gächinger Kantorei, Bach-Collegium Stuttgart, Arleen Augér, Philippe Huttenlocher. Hänssler, 1982.
- Bach Cantatas Vol. 9: Lund / Leipzig / For the 17th Sunday after Trinity / For the 18th Sunday after Trinity. John Eliot Gardiner, Monteverdi Choir, English Baroque Soloists, Katharine Fuge, Stephan Loges. Soli Deo Gloria, 2000.
- J. S. Bach: Complete Cantatas, Vol. 18. Ton Koopman, Amsterdam Baroque Orchestra & Choir, Sandrine Piau, Klaus Mertens. Antoine Marchand, 2003.
- J. S. Bach: Cantatas for the Complete Liturgical Year, Vol. 12: „Warum betrübst du dich, mein Herz“ – Cantatas BWV 138, 27, 47, 96. Sigiswald Kuijken, La Petite Bande, Gerlinde Sämann, Petra Noskaiová, Christoph Genz, Jan van der Crabben. Accent, 2009.
- J. S. Bach: Cantatas Vol. 47 – Cantatas from Leipzig 1723. Masaaki Suzuki, Bach Collegium Japan, Hana Blažíková, Peter Kooij. BIS, 2010.

DVD
- „Wer sich selbst erhöht, der soll erniedrigt werden“. Kantate BWV 47. Rudolf Lutz, Chor und Orchester der J. S. Bach-Stiftung, Sibylla Rubens (Sopran), Klaus Mertens (Bass).  Samt Einführungsworkshop sowie Reflexion von Volker Meid. Gallus Media, 2014.